# تل إربد
تل إربد يعتبر التل من أكبر التّلال الواقعة شمال غرب الأردن، ويحتوي على آثار وبقايا مدينة إربد القديمة.  يقع في مدينة إربد شمال الأردن، وهو مركز مدينة إربد الحديثة ويشغل مساحة 10 هكتارات (Lenzen and others 1985: 151)، ويعتبر من أكبر التلال الواقعة شمال غرب الأردن، ويرتفع بمقدار 577م عن مستوى سطح البحر.

## تاريخ البحث الأثري
أشار إلى أهمية الموقع كل من "S. Merril" و"G. Schumacher" ولاحظ كل من جلوك وهأردنج أهمية الموقع قبل الحرب العالمية الثانية (Lenzen and others 1985: 151).
بدأت فيه الحفريات لأول مرة في الستينيات(Lenzen 1988: 268)، أجريت الحفريات الإنقاذية في الموقع عام 1984م من قبل دائرة الآثار العامة والمنقبين "Lenzen" و"Mcquitty" على إثر الأعمال التوسيعية التي قامت بها بلدية إربد والتي تطلبت إزالة أجزاء مهمة من التل (Lenzen and Mcquitty 1984: 297)، شكلت هذه الحفريات القاعدة الأساسية لحفريات عام 1985 و 1986م، حيث تم تقسيم التل إلى مناطق هي: A, B, C, D (Lenzen 1988: 268).
ثم أجريت الحفريات الأثرية قي الموقع في ربيع عام 1985م وذلك في الجزء الشمالي والشمالي الغربي من التل من قبل دائرة الآثار العامة ومعهد الآثار والأنثروبولوجيا وبلدية إربد وفريق أجنبي (Lenzen 1986: 3)، وكان الهدف من الحفريات الحصول على أكبر قدر من المعلومات بأقصر وقت ممكن (Lenzen and others 1985: 152).

## مراحل الاستيطان
تم تحديد ثلاث سويات أثرية في التل:
السوية الأولى: 1150 – 800 ق.م.
السوية الثانية: 1300 – 1150 ق.م.
السوية الثالثة: 3200 ق.م.

### السوية الأولى
تم تحديد الاستيطان فيها على الجوانب الشمالية والجنوبية للمنطقة C، عثر فيها على فخار لا يشير إلى انقطاع في الاستيطان بل على العكس يشير إلى استمرارية في الاستيطان.

### السوية الثانية
تعتبرهذه السوية مرحلة الاستيطان الرئيسية وقد وجدت بقايا هذه السوية فقط في الجزء الجنوبي من التل وقسمت إلى مراحل فرعية هي: a, b, c, d.

### السوية الثالثة
تتمثل بمنطقة قياساتها 2×2م في الجزء الجنوبي من المنطقة C، أرخ الفخار في هذه السوية إلى 3200 ق.م وعثر على هذا الفخار مع بقايا جدار محطم (Lenzen and others 1985: 152 – 155).

## البقايا الأثرية
كشفت حفريات عام 1984م عن جدار يحيط بالمدينة القديمة والجانب الغربي للتل، ربما بني في العصر البرونزي المتوسط وأعيد بناؤه في المرحلة الأولى من العصر الحديدي I1A كان بناؤه من حجارة بازلتية كبيرة (Lenzen and Mquitty 1988: 297).
وفي موسم حفريات عام 1985م عثر على مجموعة من القطع التي استعملت لأغراض دينية وثنية عثر عليها ضمن طبقات أثرية أرخت للمرحلة الانتقالية بين العصر البرونزي المتأخر والعصر الحديدي، عرفت هذه الطبقات بالسوية الثانية، أرخت بواسطة C14 إلى حوالي 1200 ق.م وهي الآن معروضة في متحف كلية الآثار والأنثروبولوجيا في جامعة اليرموك، تمثلت هذه الأدوات بقاعدة مبخرة على شكل شجرة نخيل وكأس وصحن صغير استعمل كمصباح ومصباح فخاري وقارورتين، جميع هذه القطع كانت في حجرة واحدة.
تغطي المنطقة المكتشفة تراكماً من الدمار مساحته 2.5 م2 ويمتد لحوالي 100م باتجاه الشرق والجنوب الشرقي، جاءت هذه التراكمات كنتيجة لاتهيار بناء مكون من عدة طبقات وعثر ضمن الحطام على آنية فخارية تحمل ميزات العصر البرونزي المتأخر والعصر الحديدي كانت بجانب الوجه الداخلي من الجدار المقوس (Lenzen 1988: 9 – 10).
كان الحطام عبارة عن عوارض خشبية وطابوق وبسبب تركيبة البناء والبقايا المرافقة له التي أشرنا إليها سابقا يعتقد أن هذه المنطقة كانت منطقة مقدسة لمدينة القرن الثاني عشر ق.م، ولا يعتقد أن هذا الدمار كان بفعل إنسان وانما نتيجة زلزال، ومن الجدير بالذكر أنه لم يتم العثور على بقايا إنسانية (Lenzen 1986: 3 – 4).
أما الحامل البازلتي الذي عثر عليه فإنه يشكل الجزء السفلي لتمثال آدمي مكسور يعلوه هذا الحامل، أما حامل المبخرة الفخاري فيمكن مقارنته مع مثيلات له عثر عليها ضمن طبقات العصر الحديدي الأول من تل التسلم وبيسان، أما الكأس والصحن فيمكن مقارنتهما مع مثيلات لهما من موقع تل الدوير من العصر البرونزي المتأخر وتل القدح من العصر الحديدي.
يمكن تتبع مظاهر السوية الثانية من الجنوب إلى الشمال كما يلي:
- بناء مربع ربما برج، ثم ثلاثة أعمدة من الحجر والطين يبدو أنها استعملت لحمل سقف الفناء الخارجي.
- جدار بني بشكل جيد يظهر على شكل عقد ثم حجرتين داخل هذا الجدار.
وقد أزيل جدار المدينة العائد إلى العصر البرونزي المتأخر قبل موسم عام 1985م وبقي منه القسم الداخلي المقوس المبني من الحجارة الجيرية والبازلت والصوان.
ويعتقد أن هذه المنطقة كانت جزءاً من الساحة العامة لمدينة العصر البرونزي المتأخر (Lenzen 1988: 9 – 10).